# Santa Magdalena de Pontons
Santa Magdalena de Pontons és una església de Pontons (Alt Penedès) inclosa a l'Inventari del Patrimoni Arquitectònic de Catalunya.

## Descripció
L'església de Santa Magdalena està situada a prop del nucli urbà de Pontons, adossada a la rectoria i al costat del cementiri. És una construcció d'una sola nau, amb capelles laterals adossades. Tant en un cas com en l'altre, la volta és de creueria. L'absis és poligonal, i la coberta, de teula àrab, a dues vessants. El campanar és d'espadanya de dos arcs, i conté un rellotge a la part superior. La porta d'accés és adovellada. L'obra va fer-se en carreus regulars de pedra tallada.

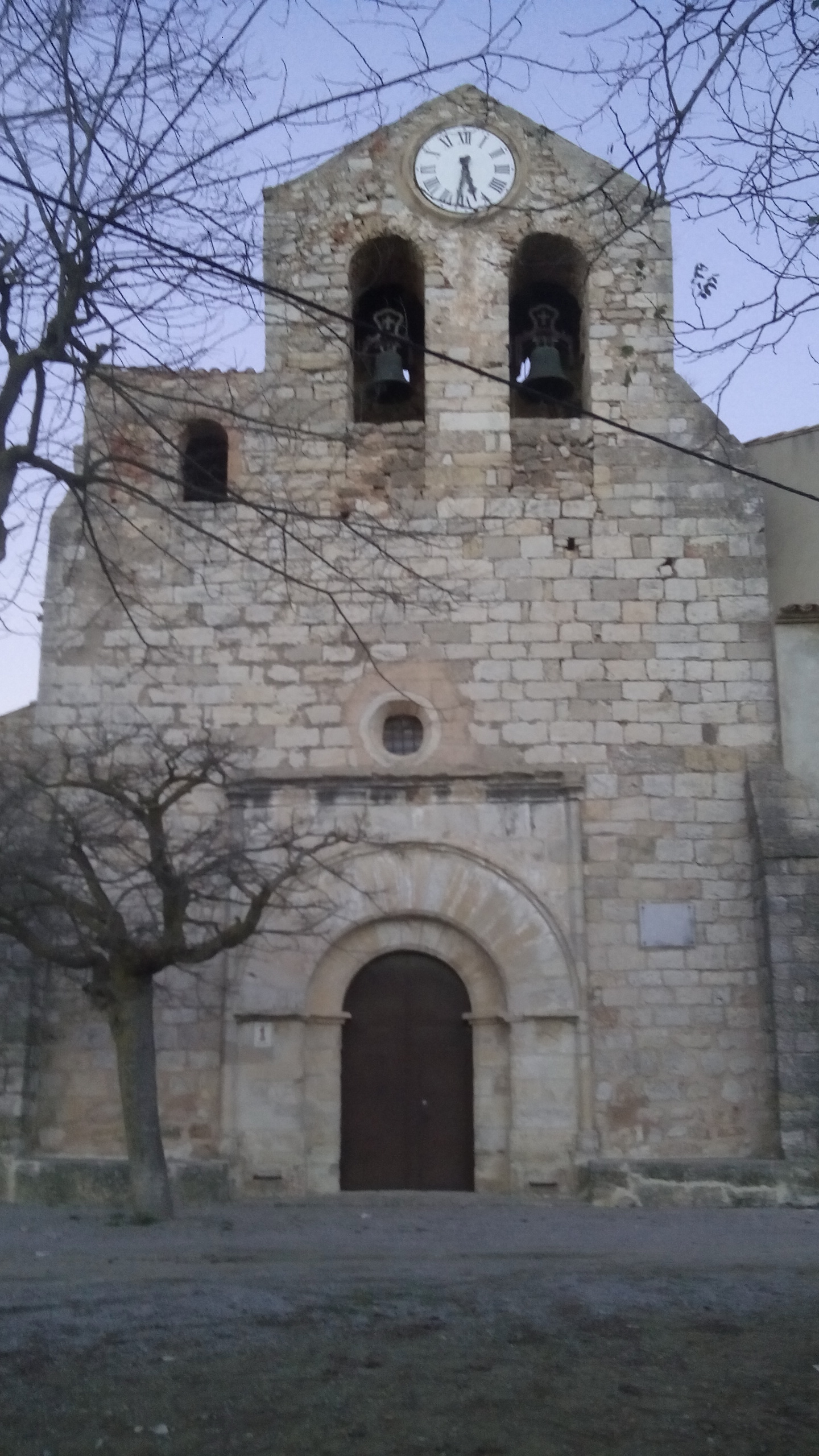
Façana de l'Església de Santa Magdalena de Pontons

La pica baptismal té forma lleugerament troncocònica amb els costats més aviat còncaus. Presenta un peu quelcom atalussat de base quadrada. Tot el conjunt forma una peça monolítica. La seva decoració és senzilla, formada per tres bandes o faixes llises de 8 cm que entornen la pica, una a la boca, una altra al ventre i l'altra a la base. Entre cadascuna d'aquestes faixes s'observen quatre bandes verticals que divideixen les superfícies determinades per les bandes horitzontals en quatre sectors iguals. En dos dels rectangles així obtinguts hi ha reposada una creu llatina.

## Història
L'església és d'origen romànic. Va ser reconstruïda durant el segle xiii, i modificada posteriorment. Abans de ser parròquia havia estat sufragània de Sant Joan de la Muntanya.